# 大卫·阿米蒂奇
大卫·阿米蒂奇（英語：David Armitage，1965年2月1日—）是一位英国历史学家，主攻国际史和观念史，2004年起任哈佛大学历史系主任。主要作品有《内战：观念中的历史》（Civil War: A History in Ideas）等。